# Amyntas IV van Macedonië
Amyntas IV (Amintas IV) (Grieks:Αμύντας), was koning van Macedonië in 359 v.Chr., uit de dynastie van de Argeaden.
Hij was een zoon van koning Perdiccas III van Macedonië en een kleinzoon van Amyntas III van Macedonië en Eurydice. Hij was ook een neef van Philippos II van Macedonië en Alexander III de Grote. Toen zijn vader stierf in een gevecht tegen de Illyriërs onder Bardylis, waarbij de Macedoniërs verpletterend verslagen werden, besteeg hij op nog zeer jonge leeftijd de troon. Zijn oom en de broer van Perdiccas III, Philippos werd aangesteld tot zijn regent. Datzelfde jaar later riep Philippos zichzelf uit tot koning van Macedonië; en zo werd Amyntas IV dus van de troon gestoten. Philippos werd vrijwel meteen erkend door de Macedonische volksvergadering en tot koning gekroond onder de titel Philippos II. Hij zag Amyntas kennelijk niet als een bedreiging en gaf hem zelfs zijn dochter ten huwelijk om hem tevreden te houden. Toen twintig jaar later Philippos II stierf en Alexander III de Grote hem opvolgde, was Amyntas uiteraard al ruim meerderjarig geworden en zag Alexander III hem dus wel als een bedreiging. Alexander III beschuldigde hem van samenzwering en liet hem daarom op traditionele wijze veroordelen en executeren.